# 三好氏
三好氏（みよしし）は、日本の氏族の一つ。室町時代には阿波守護細川氏の守護代を務め、戦国時代に細川氏に対して下剋上を起こし、阿波をはじめとする四国東部のみならず畿内一円に大勢力を有し、三好政権を築いた。

## 歴史

### 三好氏の出自

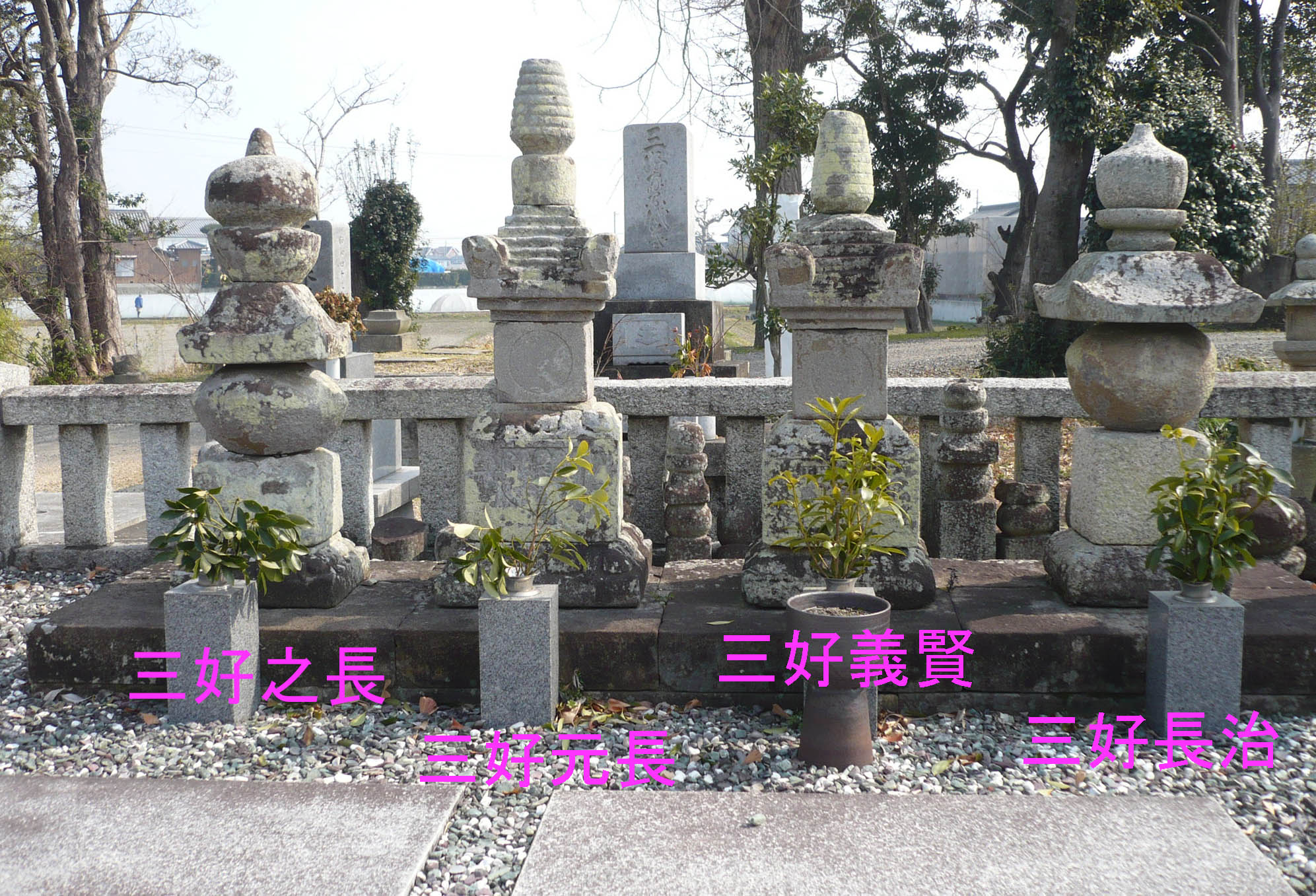
三好氏代々の墓/勝瑞城内に建つ

清和源氏（河内源氏）流信濃源氏の一族で鎌倉時代の小笠原氏（信濃源氏）の庶流で、鎌倉時代の承久の乱で佐々木氏に代わって阿波守護となった阿波小笠原氏の末裔と称した。阿波三好郡を本拠にしたことから三好氏を称した。
鎌倉時代後期には既にその名が阿波国内で散見されるようになる。南北朝時代の初期は、南朝方として活動しており、北朝方の細川氏と対立していた時期もあった。しかし南朝が不利になり、細川氏が室町幕府内でも勢力を拡大し強大化するとそれに服した。阿波では細川氏の庶流の一つである阿波細川家が代々守護を務めたが、三好氏は、この阿波細川家の被官として勢力を伸ばす。
最初に史料に登場する三好氏は三好式部少輔である。彼は寛正6年（1465年）に細川成之の奉公人として名前が見える。元来、式部少輔は三好之長の父・長之（義長の子）に比定されていたが、最近では三好郡・美馬郡系の三好氏（長慶の系統）とは別の嫡流であると考えられている。

### 三好之長と細川澄元

#### 明応の政変
長禄2年（1458年）は、智勇兼備の良将と謳われた三好之長が生まれた年である。之長の諱は、阿波細川家の細川成之に偏諱を受けたものであり、之長は管領・細川勝元に従い、若くして応仁の乱に東軍として参加した。勝元の子細川政元の養子に阿波細川家の澄元が迎えられると、これを支え各地を転戦して武功を挙げ、畿内にも大きな影響力を持った。之長は細川京兆家の直臣に組み入れられたものの、阿波細川家との主従関係はその後も継続して両属の形式となった。細川政元は当時の実力者であり、第10代将軍・足利義材（後に義尹、更に義稙と改名）を追放し（明応の政変）、第11代将軍・足利義高（後に義澄と改名）を擁立し「半将軍」と呼ばれる程であったが、実子が無く澄之（九条家）、澄元（阿波細川家）、高国（野州細川家）を養子としていた。そして之長は、細川澄之の執事で山城守護代であった香西元長と反目していた。
永正4年（1507年）、細川澄之と香西元長は、細川政元を殺害して細川京兆家の家督を強奪する（永正の錯乱）。そのあと邪魔となる同じ養子の細川澄元を三好之長ともども襲って近江へ追いやった澄之だったが、同族の細川高国や細川尚春、細川政賢らの反撃によって討たれた。之長らは近江から帰洛し、澄元と共に権勢を掌握した。

#### 細川高国・大内義興との戦い
しかし同年11月、周防に流れていた前将軍足利義尹が大内義興に擁立されて上洛戦を開始する。細川澄元は大内義興との和睦を画策したが、細川高国が大内方に寝返ったため決裂し、足利義澄、細川澄元、三好之長は近江に逃れ、大内義興は上洛を果たし、足利義尹は将軍職に復帰した。
永正6年（1509年）、細川澄元、三好之長は、京都に侵攻したが、逆に高国と義興の反撃を受けて敗北し阿波に逃走する（如意ヶ嶽の戦い）。
永正8年（1511年）7月、細川澄元は第11代将軍・足利義澄、赤松義村（播磨）、細川尚春（淡路）らと連携しと共に堺に上陸し、深井城の合戦に勝利し京都を奪還する。しかし同年8月、足利義澄が死去し、三好之長らは再起した細川高国と大内義興との船岡山合戦に敗れ、阿波に落ち延びた。大内義興は、上洛を果たし、管領代に任命された。通説では、三好之長は澄元に同行して参陣したと考えられてきたが、近年では澄元の祖父で阿波細川家の実権を握っていた細川成之が出陣を時期尚早であるとして反対して、成之の意向に従った之長は出陣を拒否したと考えられている。また、この時期の之長は成之の意向には従っているものの、澄元と高国の争いでは高国に内通していた形跡があるとする指摘がある。
船岡山合戦後、細川高国は細川尚春の降伏を許し、阿波一国を与えることを条件に寝返らせることに成功した。これは阿波細川家や三好之長にとっても看過できる事態ではなく、出陣を巡って一時不仲になっていた之長と細川澄元は和解し、永正14年（1517年）に之長は淡路に攻め込んで細川尚春を追放し、同国を手に入れることに成功した。
永正15年（1518年）8月、軍事力では主力であった大内義興は、出雲の尼子経久の勢力が拡大し石見、安芸、周防を脅かし始めたため帰国してしまう。大内義興の在京期間は10年に及んだが、軍事力の中枢を失った細川高国の基盤は揺らいだ。

#### 細川高国・六角定頼との戦い
永正17年（1520年）1月に細川澄元・三好之長が、細川高国の領国である摂津に侵攻し下田中城主・池田信正の協力を得て、瓦林正頼が籠もる越水城を攻略した。すると第10代将軍・足利義稙も澄元に通じため、細川高国は単独で近江坂本に逃れ、三好之長は京都を奪還した。
しかし同年5月、細川高国は六角定頼（近江）と内藤貞政（丹波）の援軍を得、上洛戦を開始する。これに対して澄元・之長らは兵を集めることができず、之長は等持院の戦いで敗北し捕らえられて斬首され、摂津伊丹城に居た澄元も阿波に敗走した。同年6月、細川澄元も阿波にて病死した。六角定頼は、上洛を果たし、後に管領代に任命された。

### 三好元長と細川晴元

#### 細川高国・浦上村宗・朝倉宗滴との戦い
永正18年（1521年）、細川高国と第10代将軍・足利義稙の関係は険悪となり、義稙が堺に出奔したため、赤松家の実権を握った浦上村宗（播磨）の元にいた前将軍足利義澄の子・足利義晴が第12代将軍に補任された。足利義稙は、大永3年（1523年）、逃亡先の阿波で死去した。
大永6年（1526年）、細川高国が家臣の香西元盛を殺害して細川氏で内紛が起こると、三好之長の孫・三好元長は細川澄元の子晴元と、第12代将軍・足利義晴と同じく第11代将軍足利義澄の子で、船岡山合戦の後、阿波細川家で庇護されていた足利義維（堺公方）を擁立し、大永7年（1527年）に桂川原の戦いで高国を破り京都を奪還する。足利義晴は細川高国を伴い近江に逃れた。
大永7年（1527年）、将軍・足利義晴と細川高国は朝倉宗滴（越前）の支援を受け上洛を果たすが（川勝寺口の戦い）、大永8年（1528年）、不和から朝倉宗滴が越前に帰国すると、京都は細川晴元と三好元長が奪還した。同年7月、三好元長はそれまでの功績により山城守護代に任じられたが、翌享禄2年（1529年）には新たに同僚となった柳本賢治らと折り合いを悪くしたため、阿波に逼塞する。
享禄3年（1530年）に柳本賢治が播磨出陣中に暗殺されると、足利義晴と細川高国は、浦上村宗や北畠晴具（伊勢）と連携して上洛を果たす。
享禄4年（1531年）、細川晴元は堺公方府防衛のため三好元長を呼び戻し、浦上村宗の軍勢を止めることに成功、摂津中嶋にて戦線は膠着状態となった。しかし突如、浦上氏の主筋である赤松政祐が細川晴元方に内応し、細川高国・浦上村宗軍を背後から攻撃したため、細川高国と浦上村宗は敗死した（大物崩れ）。細川晴元と三好元長は京都を奪還した。

#### 木沢長政・三好政長との戦い
天文元年（1532年）、仇敵・細川高国を討った細川晴元は第12代将軍・足利義晴と和解を進めたため、足利義維（堺公方）を庇護してきた三好元長は仲違いを始める。更に畠山義堯（畠山総州家）の家臣である木沢長政が義堯を飛び越え細川晴元に接近し、元長の従叔父の三好政長も細川晴元に同調する。畠山義堯と元長からは2度に亘って木沢長政の居城の飯盛山城（河内）を攻撃したが、晴元の要請により蜂起した一向一揆が背後から元長を襲い、畠山義堯を自刃させ、三好氏の根拠地である法華宗の和泉顕本寺も襲い、元長も自害に追いまれてしまう（飯盛山城の戦い）。

### 三好長慶と細川晴元

#### 木沢長政・三好政長との戦い
三好宗家は元長の嫡男である三好長慶が継ぐことが許されたが、長慶は10歳という幼少のためか三好氏は一時的に後退した。
義維も享禄・天文の乱の混乱に乗じた晴元らにより阿波に移され（阿波公方）、義晴と和睦した晴元が政権を握り、晴元の側近として三好政長・木沢長政らが台頭した。
しかし長慶は長じて智勇兼備の武将に成長し、河内守護代で畿内に強い勢力を誇った遊佐長教（畠山尾州家家臣）の娘を継室に迎えると、天文8年（1539年）、三好宗家の本拠地を阿波国から摂津越水城に移す決断をした。
摂津において力を蓄えた長慶は、四国の留守を守る弟の三好実休（阿波）や安宅冬康（淡路）、十河一存（讃岐）らと協力して、天文11年（1542年）、木沢長政ら父の仇の敵勢力を次々と破り、細川家中に父以上の勢力を築き上げた（太平寺の戦い）。
天文18年（1549年）、長慶は岳父・遊佐長教の援軍を得た上で細川高国の養子氏綱を擁立、細川晴元に反旗を翻し、晴元の勢力を軍事面で支えていた三好政長を摂津江口で討ち取った（江口の戦い）。将軍・足利義晴と細川晴元は大津に逃亡し政権が崩壊した結果、長慶は戦国大名として名乗りを上げた。

#### 細川晴元・六角定頼との戦い
天文19年（1550年）5月、足利義晴が死去。その子足利義輝は、六角定頼を烏帽子親として元服していたが、長慶と敵対していた。長慶は足利義輝と戦って近江に追い、畿内（摂津、河内、大和、丹波、山城、和泉）や四国（阿波、讃岐、淡路）と合わせて9ヶ国と播磨、伊予、土佐の一部を支配する大大名にまで成長した。

### 三好政権

#### 足利義輝・六角定頼との和解
天文21年（1552年）1月、三好長慶は細川氏綱を管領にするという条件で足利義輝と和睦し、義輝は京に戻った。翌天文22年（1553年）、義輝は晴元と協力して長慶との戦端を開くも敗退。再び近江朽木へ逃れ、以降5年間をこの地で過ごした。なお、亡命中の天文23年（1554年）2月12日に名を義輝に改めている。
永禄元年（1558年）に長慶は足利義輝と和睦し、幕府相伴衆として第13代将軍・足利義輝を推戴し、足利義輝－細川氏綱－三好長慶という体制に移行した。とはいえ実権は長慶が握っており、長慶は後に第15代将軍足利義昭を推戴した織田信長と同様に、上洛し都において室町将軍の役割である畿内地域の支配と地方大名の統制を間接的に担った、戦国時代初の天下人といわれる。

#### 三好政権の拠点
- 三好当主
  - 三好長慶 - （阿波芝生城 → 摂津越水城 → 摂津芥川山城 → 河内飯盛山城）
  - 三好義興 - （摂津芥川山城）
  - 三好義継 - （河内飯盛山城 → 河内高屋城 → 河内若江城）
- 親族の拠点
  - 三好実休 ‐ （阿波勝瑞城 → 河内高屋城）
  - 十河一存 ‐ （讃岐十河城主）
  - 安宅冬康 ‐ （淡路洲本城主）
- 政権崩壊後
  - 三好長治 ‐ (阿波勝瑞城主)
  - 十河存保 ‐ (阿波国勝瑞城→十河城→引田城)
- 姻族の拠点
  - 遊佐長教 - （河内若江城主）
  - 波多野秀忠 - （丹波八上城）
- 政敵の拠点
  - 木沢長政 - （河内飯盛山城、大和信貴山城） - 天文11年（1542年）討死
  - 三好政長 - （摂津榎並城） - 天文18年（1549年）討死
  - 別所就治 - （播磨三木城主） - 天文24年（1555年）降伏
  - 畠山高政 - （河内高屋城） - 永禄3年（1560年）落城
  - 六角義賢 - （近江観音寺城）

#### 隆盛と一族の死
長慶は連歌を愛好し、禅を好み、源氏物語などの古典に親しむ風雅の士でもあり、キリシタンに対しても寛容な対応を示すなど、仏教（宗派に関係なく）、神道、キリスト教など幅広い宗教を認めた。そのため、仏教内部の対立（法華宗と一向宗）は沈静化した。また有能な弟達を各所に配置し、大きくなった勢力を統治した。応仁の乱以降の長い戦乱で荒廃した都を復興し、堺の町を一大貿易港として整備するなど精力的に活動した。
しかし、旧勢力の抵抗は止むことなく、河内・紀伊の守護で三管領の一つである畠山氏の畠山高政、南近江の半国守護で細川晴元の従兄弟の六角義賢らは反三好の兵を起こすなどした。それらとの戦いのなか、久米田の戦い（現在の岸和田市）で弟の実休を失い、嫡男・義興や自身の弟達（十河一存、安宅冬康）にも先立たれ、自身も永禄4年（1564年）に43歳で死去してしまった。

### 三好長慶の死後

#### 将軍殺害

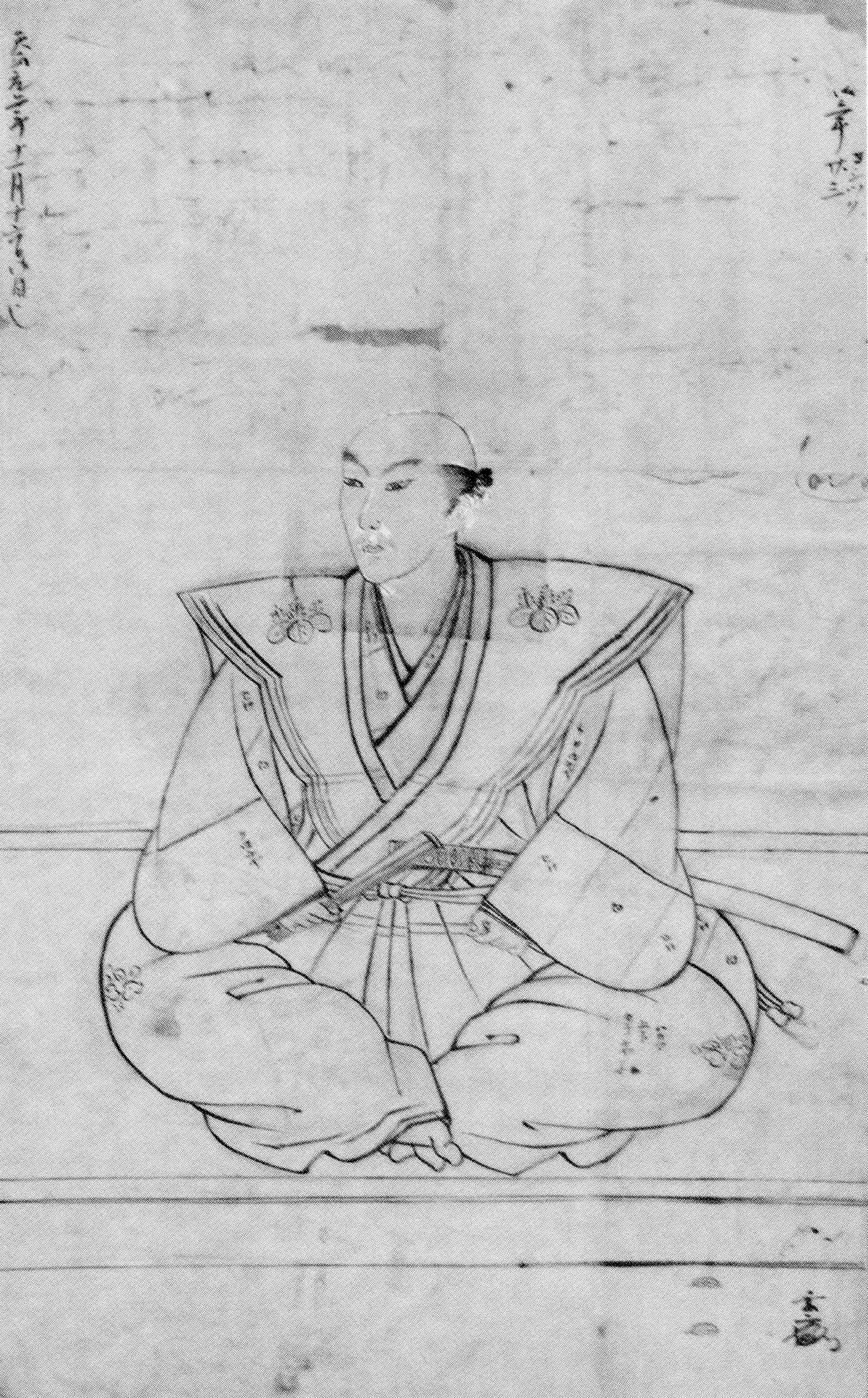
三好義継像

長慶の死後、三好氏の家督は長慶の甥で養子の三好義継（十河一存の子）が継いだ。しかし義継は若年のため、三好政権は義継の後見人である三好長逸・三好政康（宗渭）・岩成友通ら三好三人衆と松永久秀による連立政権が樹立されたのである。
一方、長慶の傀儡として君臨していた将軍足利義輝は長慶の死を好機と見て、かねてから親密な関係にあった上杉謙信・武田信玄・朝倉義景など諸大名に上洛を呼びかけ、幕府再建を目指して積極的な活動を行なうようになった。このような義輝の行動に危機感を持った三好三人衆らは、永禄8年（1565年）5月19日にクーデターを起こして、義輝を二条御所で殺害した（永禄の変）。

#### 内紛・政権崩壊
しかし、連立政権内において松永氏の勢力を危険視した三人衆は、永禄の変から7ヶ月ほどたった永禄8年（1565年）12月、かつて久秀に筒井城を奪われて（筒井城の戦い）放浪していた筒井順慶ら大和の国人衆らと手を結んで大和に侵攻し、久秀を討とうとした。これにより、三人衆と久秀の対立が先鋭化する。また、丹波の大名となっていた久秀の弟長頼が荻野直正に討ち取られた（連立政権は丹波を失う）。
一方、義輝には弟・覚慶がおり、義輝の旧臣に擁立され、永禄9年（1566年）2月に還俗し、足利義秋と名乗り、永禄9年（1566年）4月21日には従五位下・左馬頭（次期将軍が就く官職）に叙位・任官した。これに対し三好三人衆は、かつての堺公方であった阿波公方・足利義維の子である足利義栄を第14代将軍候補として擁立し、永禄10年（1567年）1月に義栄は従五位下・左馬頭に叙任された。
三人衆は松永久秀との戦いにおいて、当主の三好義継を擁し、永禄9年（1566年）9月には、阿波・讃岐の軍勢を率いた実休の子三好長治、その重臣篠原長房、三好笑岩、阿波細川家の細川真之、将軍候補方・足利義栄も合流し、圧倒的に優勢であった。しかし、永禄10年（1567年）4月、当主の義継が突如出奔、松永久秀に保護を求めた。これにより久秀方は息を吹き返したが、やはり依然として劣勢であった（東大寺大仏殿の戦い）。三人衆方の篠原長房は、松永方の摂津越水城を奪い、ここを拠点として大和ほか各地に転戦した。この時期の長房について、『フロイス日本史』に「この頃、彼ら（三好三人衆）以上に勢力を有し、彼らを管轄せんばかりであったのは篠原殿で、彼は阿波国において絶対的（権力を有する）執政であった」と記されている。
永禄11年（1568年）2月、足利義栄は第14代将軍に就任した。

#### 織田信長との戦い
三好政権内部で内紛が続いている中、永禄の変で細川藤孝・一色藤長ら幕臣の援助を受けて逃亡していた足利義昭は、尾張・美濃を領して勢いに乗る織田信長の援助を受け、永禄11年（1568年）9月に上洛を開始した。
内紛に明け暮れている三好政権は信長の侵攻を食い止めるため、管領職を与えることで六角義賢を味方につけて防衛しようとしたが、義賢は信長の侵攻を受けてあえなく敗れさった（観音寺城の戦い）。
三好義継と松永久秀は信長と通じており、このため三人衆は敗走し、篠原長房も越水城を放棄して阿波へ撤退した。織田信長は上洛を果たし、足利義昭が第15代将軍に就任した。三人衆に擁立されていた足利義栄は9月に逃亡先の阿波で病死した。
永禄12年（1569年）1月、三好三人衆と三好笑岩は阿波から上陸し足利義昭を急襲するが、あと一歩というところで失敗してしまう（本圀寺の変）。
元亀元年（1570年）7月、三好三人衆・三好笑岩らが阿波から再び上陸し野田・福島に兵を挙げると、信長はこれを5万の兵で攻めるが、本願寺の助力もあり激戦の末信長は撃退され、更に近江にも戦端が開かれたため、同年9月に信長は撤退する（野田・福島の戦い）。この信長の撤退と入れ替わりで、篠原長房が再び長治・真之を奉じ、阿波・讃岐の兵2万を率いて摂津に上陸、摂津、和泉を席巻するが、信長は朝廷工作を実施し、正親町天皇より「講和斡旋を希望す」という言を得て、11月30日に話し合いが行われ、12月14日に和睦が成立し、近江における浅井長政、朝倉義景、六角義賢の撤兵とともに、長房も阿波へ軍を退いた。
元亀2年（1571年）5月には、篠原長房は阿波・讃岐勢を率いて、信長と結ぶ毛利氏の圧迫を受けていた浦上宗景の求めに応じ備前（児島郡）に上陸している（本太城合戦）。
同年9月にも、長房は阿波・讃岐勢を率い摂津に上陸、荒木村重、中川清秀、三好義継、松永久秀（三好方）と共に和田氏（足利・織田方）の高槻城（摂津）を包囲している（白井河原の戦い）。
元亀3年（1572年）頃には足利義昭とも反織田信長で一致、元亀4年（1573年）頃には三好家の勢力範囲は淀古城（山城国）まで達した。

#### 本国（阿波・讃岐）の崩壊
しかし元亀4年（1573年）5月、篠原長房は主君の三好長治・細川真之により居城の上桜城を攻撃され、抗戦ののち7月に自害してしまう（上桜城の戦い）。これらにより三好家は統率力及び阿波での信頼を喪失、支配下にあった讃岐の国人・香川氏、香西氏を始め、本国である阿波の国人までもが三好家から離反し、本国、阿波の援軍を得られなくなった三好三人衆・三好笑岩・三好義継・松永久秀は畿内で孤立してしまう。
三好三人衆はなおも信長に抵抗したが、天正元年（1573年）末までにはそれぞれ敗れ去り（第二次淀古城の戦い）、更には足利義昭を匿ったために当主・三好義継までもが同年11月に信長に討たれ（若江城の戦い）、天正2年（1574年）1月に松永久秀が降伏、天正3年（1575年）4月には本願寺の支援を受けていた新堀城（摂津）の十河一行、香西長信が敗死、高屋城（河内）の三好笑岩も降伏（高屋城の戦い）し、三好氏は三好長慶の築き上げた畿内における勢力を完全に失った。
その後、畿内より総撤退した阿波三好家当主の三好長治は天正5年（1577年）に長宗我部元親の助力を得た細川真之と阿波荒田野で戦い敗死、長治の死によって阿波に残った阿波三好家も滅亡。残る三好一族は讃岐の十河存保のみとなる。1577年、5月に十河存保が 阿波勝瑞城に入城。同時に三好遺領である阿波･讃岐を領有するも長宗我部元親、信長の勢力に挟まれ、長宗我部氏に阿波一部に侵入される。
もはや三好氏単独だけでは対抗できないほどに大きく勢力を伸ばしていた長宗我部氏を止められないと悟った存保は織田信長に降り、織田政権傘下の大名となる。

#### その後の三好家

##### 義興流三好家
長慶の末裔は三好義興と長慶の死によって断絶したとされているが、江戸時代には長慶の4代孫・三好三省長久の子・三好長宥（長看）が実相院の坊官となっており、長宥の子孫は幕末の長経まで代々坊官を務めている。
実線は実子、点線は養子。
|  |  |  |  |  |  |  |  |  |  |  |  | 三好長慶                              |  |  |  |  |  |  |  |  |  |  |  |  |  |  |  |
|  |  |  |  |  |  |  |  |  |  |  |  |                                       |  |  |  |  |  |  |  |  |  |  |  |  |  |  |  |
|  |  |  |  |  |  |  |  |  |  |  |  | □                                     |  |  |  |  |  |  |  |  |  |  |  |  |  |  |  |
|  |  |  |  |  |  |  |  |  |  |  |  |                                       |  |  |  |  |  |  |  |  |  |  |  |  |  |  |  |
|  |  |  |  |  |  |  |  |  |  |  |  | □                                     |  |  |  |  |  |  |  |  |  |  |  |  |  |  |  |
|  |  |  |  |  |  |  |  |  |  |  |  |                                       |  |  |  |  |  |  |  |  |  |  |  |  |  |  |  |
|  |  |  |  |  |  |  |  |  |  |  |  | □                                     |  |  |  |  |  |  |  |  |  |  |  |  |  |  |  |
|  |  |  |  |  |  |  |  |  |  |  |  |                                       |  |  |  |  |  |  |  |  |  |  |  |  |  |  |  |
|  |  |  |  |  |  |  |  |  |  |  |  | 三好長久                              |  |  |  |  |  |  |  |  |  |  |  |  |  |  |  |
|  |  |  |  |  |  |  |  |  |  |  |  |                                       |  |  |  |  |  |  |  |  |  |  |  |  |  |  |  |
|  |  |  |  |  |  |  |  |  |  |  |  | 三好長宥 （天和〜明和年間）           |  |  |  |  |  |  |  |  |  |  |  |  |  |  |  |
|  |  |  |  |  |  |  |  |  |  |  |  |                                       |  |  |  |  |  |  |  |  |  |  |  |  |  |  |  |
|  |  |  |  |  |  |  |  |  |  |  |  | 三好長員 享保〜明和年間               |  |  |  |  |  |  |  |  |  |  |  |  |  |  |  |
|  |  |  |  |  |  |  |  |  |  |  |  |                                       |  |  |  |  |  |  |  |  |  |  |  |  |  |  |  |
|  |  |  |  |  |  |  |  |  |  |  |  | 三好長繹 （寛延〜寛政年間）           |  |  |  |  |  |  |  |  |  |  |  |  |  |  |  |
|  |  |  |  |  |  |  |  |  |  |  |  |                                       |  |  |  |  |  |  |  |  |  |  |  |  |  |  |  |
|  |  |  |  |  |  |  |  |  |  |  |  | 三好長幸 （安永〜文政年間）           |  |  |  |  |  |  |  |  |  |  |  |  |  |  |  |
|  |  |  |  |  |  |  |  |  |  |  |  |                                       |  |  |  |  |  |  |  |  |  |  |  |  |  |  |  |
|  |  |  |  |  |  |  |  |  |  |  |  | 三好澄宥 （文化〜天保年間             |  |  |  |  |  |  |  |  |  |  |  |  |  |  |  |
|  |  |  |  |  |  |  |  |  |  |  |  |                                       |  |  |  |  |  |  |  |  |  |  |  |  |  |  |  |
|  |  |  |  |  |  |  |  |  |  |  |  | 三好長敬 （文政〜天保年間）           |  |  |  |  |  |  |  |  |  |  |  |  |  |  |  |
|  |  |  |  |  |  |  |  |  |  |  |  |                                       |  |  |  |  |  |  |  |  |  |  |  |  |  |  |  |
|  |  |  |  |  |  |  |  |  |  |  |  | 三好長経 （澄宥の子、文政〜嘉永年間） |  |  |  |  |  |  |  |  |  |  |  |  |  |  |  |

##### 康長流三好家
三好氏の生き残りである三好康長は信長の家臣となり、河内の一部に所領を与えられた。康長は当時信長家臣であった羽柴秀吉の甥（豊臣秀次）を養子に迎えたが、のち縁組は解消され、以降消息不明となった。高野越中、安井喜内といった康長の家臣たちは若江八人衆として秀次に仕えた。康長の嫡男・三好康俊は、父が畿内に移った後も阿波に残ったが長宗我部元親の侵攻を受け、長宗我部方と織田方の陣営を行き来して最後は長宗我部氏の攻撃を受けその消息は不明である。その子・俊長は長宗我部氏の家臣となり、長宗我部氏改易後は山内一豊に仕えた。山内家の藩士名簿の中に三好姓の藩士を見ることが出来る。

##### 義資流三好家
三好義興の嫡男で本来ならば三好氏嫡流となるべき三好義資は、三好康長の甥である横田村詮を頼って米子へ移ったとも言われている。しかし、米子騒動によって横田一族は滅び、義資の息子・義紹もその戦いの中で討ち取られた。生き残った義紹の長男・義信は姓を稲田に変え帰農し、次男の長政は姓を変えず町人となった。

##### 存保流十河三好家
十河存保は本能寺の変後に「三好義堅」と復姓改名して三好氏継承の意思を表明するが、四国全土を支配しつつあった長宗我部氏の攻勢に耐えかね、天正12年（1584年）6月十河城と虎丸城は長宗我部元親により落城、存保は大坂の羽柴秀吉（豊臣秀吉）を頼って落ち延びた（第二次十河城の戦い）。のち、豊臣氏による四国攻め後の国分によって讃岐国内に所領を与えられ、「十河氏」の家名の存続を図られたものの、これは同時に秀吉の方針によって「三好氏」の継承権は否定されたことになる。その地位も豊臣氏麾下の仙石秀久の寄騎、という扱いであった。その後、存保は天正14年（1586年）の九州戸次川の戦いに仙石氏に従い従軍するが戦死してしまい改易とされた。存保の嫡男十河千松丸は讃岐を与えられた生駒親正に養育されたが、秀吉への謁見後に若くして死去している。慶長20年（1615年）、存保の遺児・十河存英は大坂夏の陣で戦死している。

##### 義継流三好家
香川県の伊吹島に伝わる伝承では、本流である三好義継の嫡男・義兼、次男・義茂の兄弟は讃岐国伊吹島に逃れ、ここに土着したといわれる。生駒氏の讃岐統治時代、義兼の孫・義浄は生駒氏より政所のお墨付きを授かり、以後代々作右衛門を名乗ったという。伊吹島の伊吹八幡神社には今も80騎まで撃ち減らされた義兼主従が伊吹島に辿りつき、神宮に誓文を奉げている姿を描いた絵馬が残されている。現在の伊吹島には彼らの末裔を名乗る三好姓の住民が多数存在する。
また、義継の三男に三好長元がいて、その子・三好長継は三好長逸の娘を継室にした。長継と長逸の娘との間に生まれた三好若狭守は佐伯藩の藩主毛利高政に仕え、毛利名字を許される重臣となった。若狭守の子孫は佐伯藩士三好氏として続いた。ただし、年代的に合わないこともあり、長元は義継の三男ではなく三好庶流の族人と考えられる。

##### 房一流三好家
康長の家臣であった三好房一も秀吉に仕え、関ヶ原の戦いの後には江戸幕府の旗本となり2,300石を領したが嗣子なく廃絶となっている。

##### 旗本 三好家
政長の系統である三好為三（三好政勝、三好一任）は徳川将軍家に仕え、子孫も旗本として存続した。他にも旗本として存続した家系もあり、幕末期の三好長済は駿府町奉行となり、その子は旗本永井尚志の養子に入り、永井尚忠と名乗った。岩之丞の子孫に作家の三島由紀夫が出る。

##### 広島藩士 生勝流三好家
三好為三の兄であり三好三人衆の一人・三好政康（宗渭）は信長に畿内を追われた後の動向は定かではないが、三好義継の妹の子（実父は多羅尾綱知）にあたる三好生勝を養育したと伝えられている。生勝は織田信長に仕えて河内国に5490石を与えられ、本能寺の変の際には豊臣秀吉に人質を差し出して所領を安堵された。生勝は風流に優れ信長とは香木について手紙をやり取りしたり、茶器を秀吉に見せ銘を名づけてもらうなどの交流があった。後に黒田長政の家臣となり、その子孫は浅野家に仕えて広島藩士として幕末まで存続した。途中から養子が家督を継承し、房高は藩主浅野家からの養子（実父:浅野長賢）である。
```
広島浅野藩三好氏系図

三好生勝
 - 
生高
 - 
房生
 = 
生清
 - 
生包
 = 
房束
 = 
房高
 - 
義高
 - 
義篤
 - 
義重
 - 保之助 - 正 - 喬
```

これら以外にも大名家に仕え存続した庶流が存在する。

##### その他
これら他に、結城秀康の五男・松平直基の母親・品量院は「三好越後守長虎」の娘であるとされている。越後守長虎が長逸の子長虎と同一人物であるかは不明。
三好長延の子で一向宗の門徒として長島一向一揆に与した大島親崇は、豊臣秀次の家臣となり三好吉房の妹を妻とし娘を秀次の側室としたが、秀次が失脚し娘も処刑されると隠居・出家した。
知恩院に仕えた三好氏は三好善長に始まる。善長は元文元年（1736年）8月13日に正六位下・若狭守に任じられている。善長からは玄善-玄通-玄条と続いた。
三好氏ではないが、その姓を借りた者としては真田信繁の三男・三好幸信がいる。幸信の母隆清院は、三好康長の養子となったこともある豊臣秀次の娘である。真田姓を名乗ることを憚って、外祖父である秀次の旧姓の三好姓を称し、三好左次郎と名乗った。 
その後、岩城宣隆に仕え三好左馬之介幸信と称している。

## 家臣団

### 三好政権傘下の武将
阿波衆
- 三好実休　（勝瑞城主）長慶の実弟
- 三好長治実休の嫡子
- 篠原氏
  - 篠原長房　（上桜城主）
  - 篠原自遁　（木津城主）
- 赤沢氏（板西城主）
  - 赤沢宗伝姻族
  - 堀江国正　（南新居城主）赤沢家臣
  - 大寺松太輔（大寺城主）赤沢家臣
  - 七条兼仲　（七条城主）赤沢家臣
- 阿波小笠原氏
  - 小笠原成助　（一宮城主）姻族
  - 小笠原長政　（重清城主）
  - 小笠原長定　（同上）
- 西条氏　（西条城主）
  - 西条長綱
  - 西条壱岐守長綱の子

- 三好氏（岩倉城主）
  - 三好笑岩一族
  - 三好康俊一族
  - 横田宗昭一族・笑岩家臣
  - 塩田政幸　（三谷城主）笑岩家臣
  - 三橋宗忠　（三橋城主）笑岩家臣
  - 雀部重政笑岩家臣
  - 乾信忠笑岩家臣
  - 乾忠清信忠の子
- 鎌田氏（名東城主）
  - 鎌田光久
  - 鎌田光康
- 伊沢氏（伊沢城主）
  - 伊沢頼俊
  - 伊沢綱俊
  - 伊沢頼政

- 新開道善　（牛岐城主）姻族
- 大西覚養　（白地城主）姻族
- 矢野国村　（矢野城主）
- 海部友光　（海部城主）
- 東条実光　（西方城主）
- 桑野義明　（桑野城主）
- 森元村　　（土佐泊城主）
- 土肥康信　（井上城主）
- 清原乗真　（本庄城主）
- 川島惟忠　（川島城主）
- 天羽久利　（天羽城主）
- 近藤正次　（轟城主）
- 武田信顕　（脇城主）

讃岐衆
- 植田氏（植田城主）
  - 植田安信
- 十河氏（十河城主）植田氏三家
  - 十河景滋一存の義父
  - 十河一存長慶の実弟
  - 十河存保一存の養子
  - 池内孝晴　（池内城主）十河氏分家
  - 前田宗清　（前田城主）十河氏分家
- 神内氏（神内城主）植田氏三家
  - 神内景之
  - 神内清定景之の弟
- 三谷氏（王佐山城主）植田氏三家
  - 三谷景久
  - 三谷茂長
  - 由良兼光　（由良山城、六条城主）三谷氏分家
  - 由佐秀武　（由佐城主）

- 安富氏（雨滝城、虎丸城主）
  - 安富盛方
  - 安富盛定盛方の子
  - 六車宗湛　（六車城主）安富家臣
- 香西氏（勝賀城、藤尾城主）
  - 香西元載
  - 香西佳清元載の子
  - 羽床資載　（羽床城主）香西家臣
  - 羽床資治資載の嫡子
  - 羽床資吉資載の次男
  - 新居資教香西家臣
  - 植松資正香西家臣
  - 植松往正資正の子
  - 滝宮安資　（柾木城主）
- 寒川氏（昼寝城、虎丸城主）
  - 寒川元政
  - 寒川元隣元政の子

- 香川氏（天霧城主）
  - 香川之景
  - 香川景全　（高丸城主）
  - 財田常久　（本篠城主）香川家臣
- 奈良氏（聖通寺城主）
  - 奈良元信
  - 奈良元政元信の子
  - 金倉顕忠　（金倉城主）奈良家臣
- 中村氏（岐田井城主）
  - 中村氏宗
  - 中村宗貞氏宗の次男
- 矢野国村　（引田城主）兼任
- 飯尾国盛　（丸山城主）
- 太平国祐　（獅子鼻城主）
- 牟礼光茂　（牟礼城主）
- 長尾高親　（西長尾城主）

（安富氏・香川氏は、東・西讃岐守護代であり、東讃の香西氏、西讃の奈良氏と合わせ細川四天王と呼ばれた。）
淡路衆
- 安宅氏（洲本城主）
  - 安宅治興冬康の義父
  - 安宅冬康長慶の実弟
  - 船越景直　（庄田城主）安宅家臣

- 野口氏（志知城主）
  - 野口冬長長慶の実弟
  - 野口長宗

- 田村氏（群家城主）
  - 田村経春
  - 田村村春経春の嫡子
  - 田村康広経春の次男

摂津衆
- 芥川孫十郎（芥川山城主）一族
- 三好義興　（同上）長慶の嫡男
- 三好長逸　（同城代）3人衆
- 三好長直　（椋橋城主）一族
- 三好長房　（同上）長直の子
- 三好房一　（同上）長房の子
- 三好連盛（三好伊賀守）
- 多田春正　（上津城主）
- 松山重治
- 十河一行　（新堀城主）
- 香西長信　（新堀城主）

- 池田氏（池田城主）
  - 池田長正
  - 池田勝正
  - 中川重清（江口城主）池田家臣
- 伊丹氏（伊丹城主）
  - 伊丹親興
- 入江氏（高槻城主）
  - 入江元秀
  - 入江春景
- 茨木氏（茨木城主）
  - 茨木重朝

- 三宅氏（三宅城主）
  - 三宅国村
  - 三宅村良（城代）
- 塩川氏（一庫城主）
  - 塩川政年
  - 塩川国満
  - 塩川長満
- 能勢氏（能勢城主）
  - 能勢頼幸
  - 能勢頼道

大和衆
- 松永氏（摂津滝山城、信貴山城、多聞山城主）
  - 松永久秀姻族
  - 松永久通久秀の子

- 高山友照　（沢城主）松永家臣
- 柳生宗厳　（柳生城主）松永家臣
- 岡国高　　（岡城主）松永家臣
- 奥田忠高　（畑城主）松永家臣

丹波衆
- 内藤氏（八木城主）
  - 内藤国貞
  - 内藤宗勝松永久秀の実弟
  - 内藤如安宗勝の子

- 波多野氏（数掛山城主）八上城主・波多野元秀の一族
  - 波多野秀親
  - 波多野次郎秀親の子（後に離反）

- 赤井氏（黒井城主）
  - 赤井忠家（後に離反）
  - 荻野直正忠家の叔父（後に離反）

山城衆
- 岩成友通　（山城勝龍寺城、淀古城主）3人衆
- 三好政康（宗渭）　（山城木津城主）3人衆

河内衆
- 三好実休　（高屋城主）兼任
- 三好笑岩　（高屋城主）兼任
- 三好義継　（若江城主）長慶の養子

- 三箇頼照　（三箇城主）
- 若江三人衆
- 若江八人衆

和泉衆
- 十河一存　（岸和田城主）兼任
- 松浦信輝　（岸和田城主）（後に離反）

播磨衆
- 有馬重則　（播磨淡河城主）

## 一族
- 三好長慶に仕えた三好一族
  - 三好祐長
  - 三好長朝
  - 三好盛政
  - 三好政保
  - 三好長勝
  - 三好勝時
- 三好氏の子孫
  - 三好英之